# Holubinka černající
Holubinka černající (Russula nigricans (Bull. ex Mérat) Fr.) je jedlá, i když z hlediska konzumace méně kvalitní houba z čeledi holubinkovitých. Vhodná je zejména ve směsi do polévek a omáček, ale lze ji použít i ke smažení jako řízky, případně k nakládání do octa. černáním po rozkrojení dostává nepěkný vzhled, který může houbaře od jejího sběru odradit.
Staré, zcela zčernalé plodnice, jsou zejména na vlhkých místech, hostiteli parazitické rovetky cizopasné (Asterophora parasitica (Bull. ex Fr.) Sing.) nebo rovetky pýchavkovité (Asterophora lycoperdoides (Bull.) Ditmar).

## Synonyma
- Agaricus elephantinus Sowerby 1788
- Agaricus nigrescens Lasch 1829
- Agaricus nigricans Bull. 1798
- Omphalia adusta ß elephantinus (Bolton) Gray 1821
- Omphalia adusta var. elephantinus (Bolton) Gray 1821
- Russula elephantina (Bolton) Fr. 1838
- Russula nigrescens (Krombh.) anon. ined.

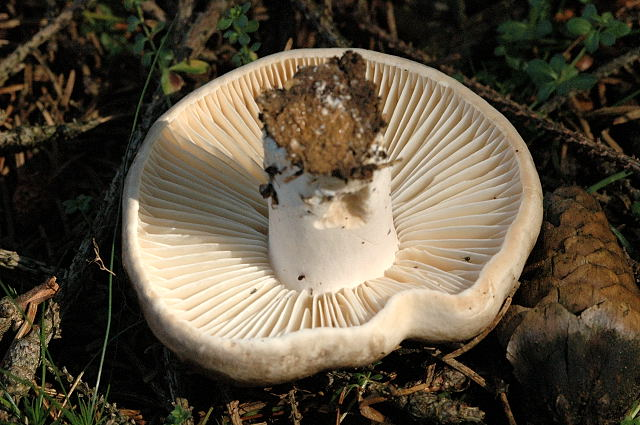
Na okraji klobouku se mezi dlouhými lupeny téměř pravidelně střídají krátké lupénky.

- podzemka
- vrzavka[3]

## Vzhled

### Makroskopický
Klobouk má 6–15 cm široký, dost masitý, v mládí sklenutý, pak ploše rozložený a na středu prohloubený, později hluboce miskovitý až nálevkovitý. Pokožka klobouku je v mládí bělošedá, brzy s hnědými skvrnami, pak hnědá až černohnědá, suchá a hladká. Okraj klobouku je tenký, nerýhovaný.
Lupeny jsou velmi řídké a tlusté, přirostlé až krátce sbíhavé, křehké, poraněním červenající, pak šednoucí až černající. Barva lupenů je bělavá, později pleťová, ve stáří pak až šedavě nahnědlé, u starých plodnic jsou na ostří černě zbarvené. Na okraji klobouku se mezi dlouhými lupeny téměř pravidelně střídají krátké lupénky.
Třeň je 5-10 dlouhý a 2–3 cm široký, válcovitý, plný a velmi tvrdý, stářím uvnitř změklý, zatímco korová vrstva zůstává pevná. Barva třeně je v mládí bělavá, pak šedohnědá až hnědá.
Dužnina je dosti tvrdá, bílá, na řezu zprvu rychle růžovějící nebo krvavě červenající, pak zvolna šedne, hnědne až posléze zčerná; roztokem zelené skalice nejprve zrůžoví, potom kalně zezelená. Chuť je mírná, slabě zemitá, v lupenech mírně palčivá, vůně příjemně houbová.

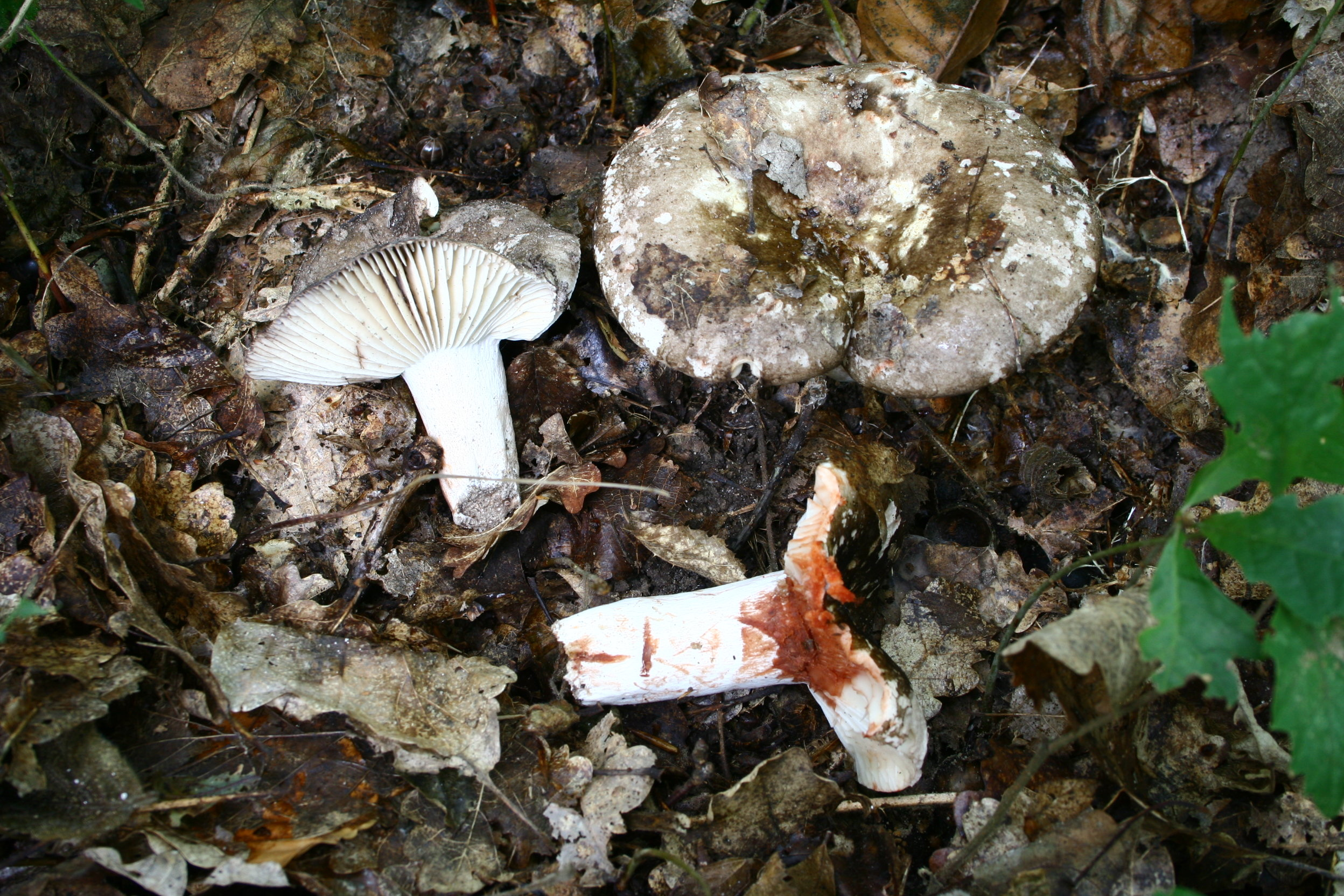
Dužnina je na řezu až krvavě červenající.

### Mikroskopický
Výtrusy jsou neúplně síťnaté, 8-10 x 8-9 μm velké. Výtrusný prach je bílý.

## Výskyt
Holubinka černající roste v červenci až v listopadu zejména v listnatých a smíšených lesích, od nížin až do hor. Dává přednost kyselým půdám.

## Nejčastější záměny
Holubinka černající je značně podobná jedlé holubince osmahlé, která se však liší hlavně hustšími a tenčími lupeny a dužninou po poranění zprvu růžovějící a pak šednoucí. Nejedlá, holubinka černobílá, má bílé a husté lupeny, chuť je palčivá a její dužina poraněním černá až jako uhel; roste pod břízami a je menší velikosti. Podobná je také nejedlá, holubinka hustolistá, která má lupeny husté a palčivou chuť.

## Reference

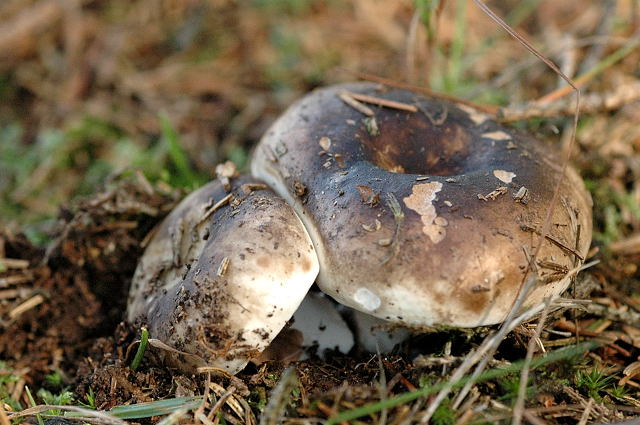
Pokožka klobouku je v mládí bělošedá, brzy s hnědými skvrnami.